# Арман, Эдуар
Эдуар Б. Арман (фр. Édouard B. Armand; август 1890 — неизвестно) — гаитянский легкоатлет, выступавший в беге на средние дистанции, десятиборье и прыжках в длину. Участник летних Олимпийских игр 1924 года.

## Биография
Эдуар Арман родился в августе 1890 года.
В 1924 году вошёл в состав сборной Гаити на летних Олимпийских играх в Париже. В беге на 400 метров занял в забеге 1/8 финала последнее, 4-е место. В беге на 800 метров занял в четвертьфинале последнее, 7-е место. В десятиборье занял 23-е место, набрав 5207,895 очка и уступив 2502,88 очка завоевавшему золото Гарольду Осборну из США. Также был заявлен в беге на 1500 метров и прыжках в длину, но не вышел на старт.
Дата смерти неизвестна.

## Личный рекорд
- Десятиборье — 5030 (1924)[7]